# دریاچه بیکتی
دریاچه بیکتی (گرجی: ბიქეთის ტბა) دریاچه کوچکی در منطقه سامتسخه-جاواختی، در جنوب شرقی کشور گرجستان است. دریاچه بیکتی در شمال دریاچه ماداتپه قرار دارد.